# Miliza Korjus
Miliza Elizabeth Korjus [militsa] (Varsóvia, 18 de Agosto de 1909 — Culver City, 26 de Agosto de 1980) foi uma soprano leggero coloratura e atriz nomeada ao Óscar.
O pai de Miliza Korjus, Arthur Korjus era um tenente-coronel estoniano nas forças armadas do Império Russo e, depois, Chefe de Estado para o ministro da Guerra da Estônia. Sua mãe era Anna Gintowt, que era descendente da nobreza polaco-lituana. Miliza nasceu em Warsaw, na Polônia (então parte do Império Russo), durante o posto de seu pai naquele lugar em 1909. Ela era a quinta de seis crianças (ela tinha um irmão e quatro irmãs). Seus pais separaram-se durante a revolução russa de 1917 e, em 1918, ela mudou-se para Kiev com sua mãe e irmãs onde ela começou seus estudos musicais.

## Carreira
Enquanto adolescente, Korjus viajou a União Soviética com o Coro Dumka. Em 1927, enquanto estreava em Leningrado, ela dirigiu-se a cruzar a fronteira na Estônia, onde ela esteve reunida com seu pai. Ela, então, começou a visitar os países Bálticos e a Alemanha e, em 1929, casou-se com Kuno Foelsch, um físico. Korjus continuou sua carreira de concertos na Alemanha e esteve eventualmente comprometida pela Berlin State Opera em 1933. Suas aparições e gravações operísticas rapidamente propulsaram na para a vanguarda de cantores Europeus e ganhou seu apelido "O Rouxinol de Berlim”. O Produtor de filmes Irving Thalberg ouviu suas gravações e firmou com ela um contrato de dez anos para filmar, vista ou não vista.
O primeiro filme de Korjus em Hollywood foi The Great Waltz (1938). Sua atuação chamou a atenção da Academia de Artes e Ciências Cinematográficas, que a indicou ao Oscar de Melhor Atriz Coadjuvante.
Korjus estava programada para estrelar em um filme versão da novela Sandor Rozsa em 1940, mas um acidente de automóvel causou o esmagamento de sua perna, e, apesar de ela ter se esquivado da amputação, ela precisou de uma longa recuperação, causando o cancelamento do filme. Em 1941, ela tinha se curado bem o suficiente para uma turnê da América do Sul. Durante sua turnê, os Estados Unidos envolveram-se na Segunda Guerra Mundial, e ela decidiu permanecer no México até o fim da guerra. Enquanto viveu lá, fez um filme na língua espanhola, Caballería del Imperio.
Em 1944, Korjus retornou aos Estados Unidos, onde estreou no Carnegie Hall. Ela viajou o país por vários anos, finalmente permanecendo em Los Angeles, Califórnia.
Sepultada no Westwood Village Memorial Park Cemetery.